# Telostylinus tinctipennis
Telostylinus tinctipennis är en tvåvingeart som först beskrevs av de Meijere 1919.  Telostylinus tinctipennis ingår i släktet Telostylinus och familjen Neriidae. Inga underarter finns listade i Catalogue of Life.